# Händlhaus

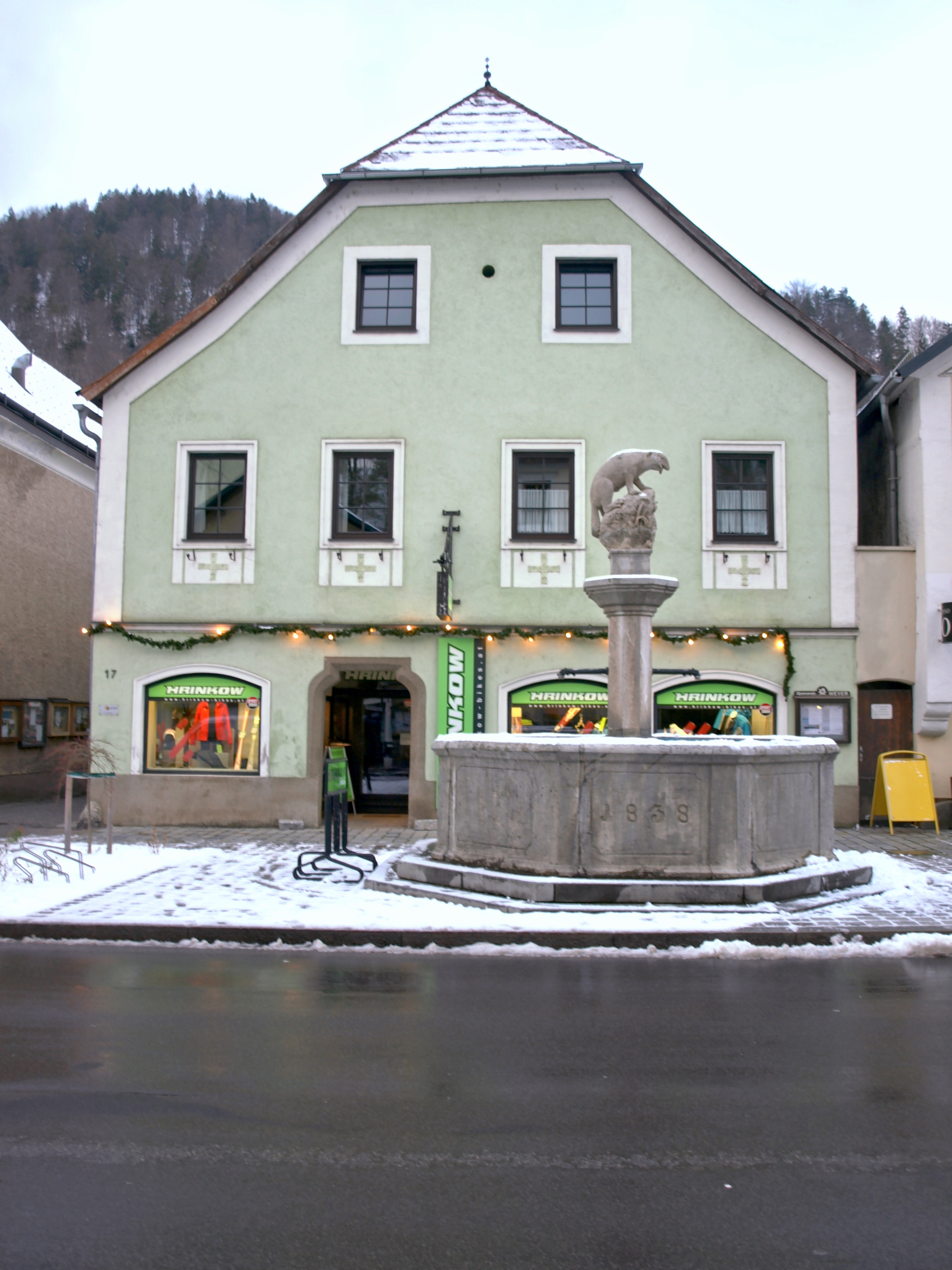
Händlhaus in Weyer

Das Händlhaus steht am Marktplatz Nr. 17 (ehemals Markt Nr. 7) in der Marktgemeinde Weyer im Bezirk Steyr-Land in Oberösterreich. Das Haus und der Gartenpavillon stehen unter Denkmalschutz (Listeneintrag).

## Geschichte
Das Händlhaus wurde im 16. Jahrhundert neu errichtet. 1532 wurde es wie viele andere Markthäuser durch Streifscharen der Osmanen (Akinci) niedergebrannt und in heutiger Form errichtet.
1810 wurde die Badergerechtigkeit vom Haus Marktplatz 15 nach Verkauf an die Innerberger Hauptgesellschaft auf das Haus Marktplatz 17 übertragen.
1835 wurde im Garten ein Gartenpavillon errichtet, der von Josef Gabriel Frey bemalt wurde.
In den 1990 wurde der Weinkeller verschlossen und das Haus innen trockengelegt, da bei Hochwasser des Gaflenzbaches dieser überschwemmt wurde.

### Eigentümer
Im 16. Jahrhundert befand sich das Haus im Besitz der namensgebenden Hammerherrnfamilie Händl. Diese sind als Gewerke und Eisenverleger in Weyer und Steyr ansässig.
- 1788:      Johann Mantschko, bgl. Schneidermeister (GAW)
- 1810–:     Ernst Sylesier, Bader[2]
- 1813:      Lorenz Wiederhofer, Chyrugus, heiratete die Witwe Sylesiers (HV1813, GM 8,240)
- 1840–:     Felician Mally, praktischer Arzt, (GM S. 240)
- 1928:     Arthur Mally (t 1935), Zahnarzt (StKal 1929, GM S. 240)
- 1937:     Mally Emma, Hildegard und Johann (StKal 1938)
- 1949:     Mally Emma, danach folgen weitere Mitglieder der Familie Mally
- –2021:   Klaus Mally 5/8, Martina Schuh 3/8
- 2022:    Hausgemeinschaft Puteus

## Architektur

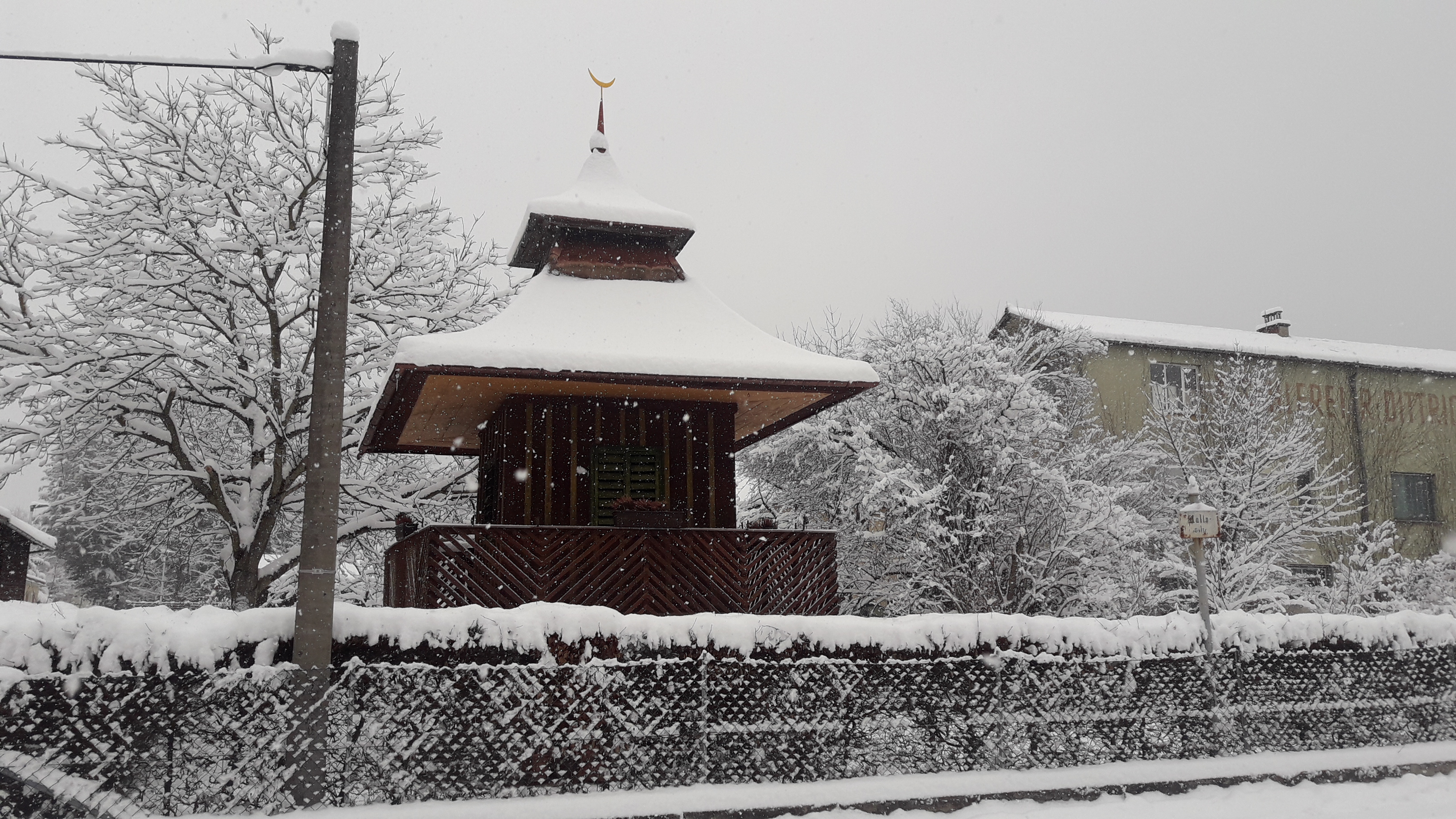
Gartenpavillon im Garten des Händlhauses

Das Händlhaus ist ein zweigeschoßiger Steinbau. Die Decke im 2. Geschoß ist eine Holzdübeltramdecke. Im 1. Obergeschoß ist der Gang als Tunnelgewölbe ausgeführt. Das Haus hat ein Frontbreite von 11 m. In der Mallygasse ist es 35 m lang.

### Besonderheiten
Am First sitzt ein Dorn mit 2 Brandkugel, die wie bei vielen Häusern in Weyer an die Zerstörung 1532 erinnert. Darüber ist ein Halbmond mit innen einem Stern der die Lehenszugehörigkeit zum Stift Garsten zeigt.
Im Garten steht ein Gartenpavillon, der von Peter Gabriel Frey bemalt wurde. Auf einem Gemälde um 1900 ist zwischen Haus und Pavillon ein Fischteich sichtbar, der heute nicht mehr vorhanden ist.